# Germán Delibes de Castro
Germán Delibes de Castro (Valladolid, 1949) es un prehistoriador y arqueólogo español, actualmente catedrático de Prehistoria de la Universidad de Valladolid. 
Es el tercero de los siete hijos del matrimonio compuesto por Miguel Delibes y Ángeles de Castro. En 1979 sacó las oposiciones de profesor adjunto de Prehistoria en la Universidad Complutense de Madrid. Años más tarde ganó la cátedra de Prehistoria en la de Córdoba para regresar a su ciudad natal en 1986. Está reconocido en el mundo de la arqueología como una autoridad en el conocimiento del Calcolítico y la Edad de Bronce. Tiene en su haber el Premio Castilla y León de la Restauración y Conservación del Patrimonio que le fue concedido en el año 2012.
Miembro correspondiente del Deutsche Archaologische Institut y de la Real Academia Burgense de Historia y Bellas Artes (Institución Fernán González). Académico de número de la Real Academia de Bellas Artes de la Purísima Concepción.

## Biografía y trayectoria profesional
Estudió en la Universidad de Valladolid donde tuvo como profesores a los arqueólogos Pedro de Palol, Alberto Balil y Ricardo Martín Valls que con sus enseñanzas y entusiasmo le acercaron al mundo de la arqueología. Una vez terminada la carrera en la facultad de Filosofía y Letras escribió su tesis de licenciatura sobre el padre Eugenio Merino y su colección arqueológica bajo el título Colección arqueológica «Don Eugenio Merino» de Tierra de Campos. Después se incorporó al Seminario de Arte y Arqueología en calidad de profesor ayudante junto al profesor Ricardo Martín Valls que fue un verdadero maestro y le encauzó hacia la aplicación de la arqueología moderna o «Nueva Arqueología» cuyo principal objetivo es el estudio de la conducta humana.
En 1979 marchó a Madrid como profesor adjunto de prehistoria en la 
Universidad Complutense; en 1983 ganó la cátedra de Prehistoria en la Universidad de Córdoba donde impartió las clases hasta 1986, fecha en que se trasladó de nuevo a Valladolid donde se afincó definitivamente. Dentro del ámbito de la Universidad fue director de los Departamentos de Prehistoria, Arqueología y Antropología social, del de Ciencias y Técnicas historiográficas. Fue además presidente de la Comisión de Doctorado y entre los años 1994 y 2007, director del Boletín del Seminario de Arte y Arqueología. La Junta Superior de Excavaciones del Ministerio de Cultura le tuvo en su plantilla como vocal y vicepresidente.
Sus primeros trabajos de investigación en el espacio geográfico de la Meseta Norte fueron sobre los periodos del Paleolítico a la Edad del Hierro. Los trabajos que la Universidad había realizado en este entorno y sobre estos años prehistóricos durante los años 50 y 60 del siglo XX habían quedado interrumpidos y fue Germán Delibes quien dio el impulso necesario par reanudar su estudio. Su tesis doctoral fue sobre el estudio arqueológico de los primeros tiempos de la Edad de los Metales encauzando los conocimientos principalmente hacia el problema del vaso campaniforme. Con este trabajo de investigación dio a conocer parte del alcance de este fenómeno arqueológico y además, siguiendo las pautas de la arqueología moderna, en su trabajo dejaba abierta para la posteridad nuevas metas y muchas dudas.

## Temas y proyectos de investigación. Títulos al respecto
Los principales temas de estudio e investigación fueron el Calcolítico y la Edad del Bronce, la aparición y difusión de estos dos metales, encauzados dentro de un entorno arqueológico español. Fue igualmente importante el tema de la aparición de la metalurgia en el tercer milenio a. C. como fenómeno importantísimo para la economía de aquellas sociedades cuya historia de la tecnología se considera algo sustancial a la humanidad. Sus estudios sobre este campo han dejado interesantes aportaciones científicas para el mundo de la Historia y la Arqueología, especialmente en el ámbito de la Meseta
Norte. Realizó los primeros trabajos sobre el Calcolítico en el término de Almizaraque en la provincia de Almería hasta que se dedicó de lleno a la Meseta sacando a la luz los fosos calcolíticos del Casetón de la Era en Villalba de los Alcores (Valladolid), y el yacimiento de Molino Sanchón en Villafáfila (Zamora).

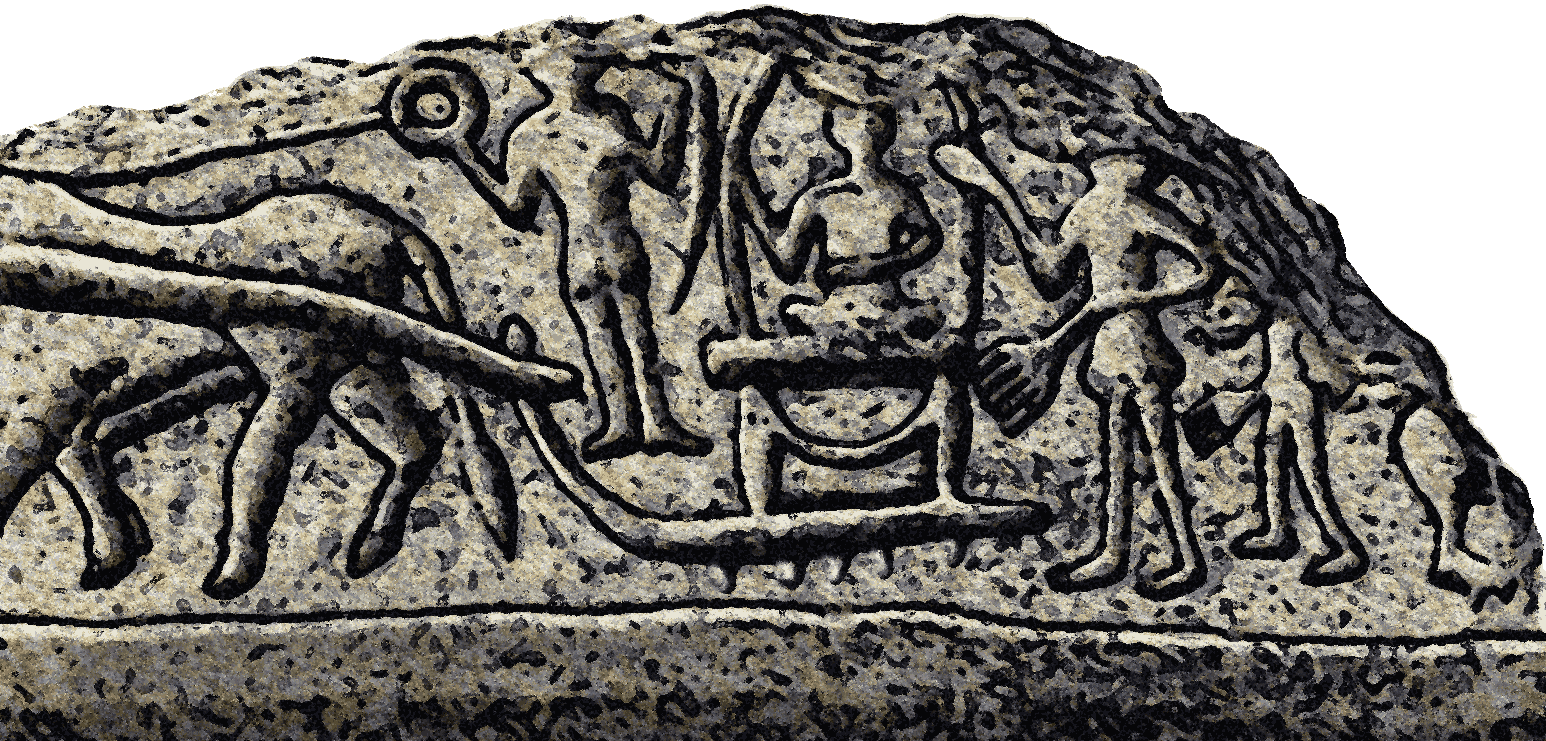
Impresión de un cilindro sello procedente de Arslantepe-Malatya (Turquía). Data del IV milenio a. C. Representa una trilla ritual con trillo.

El yacimiento del Casetón de la Era en cuya investigación y estudio trabajó Germán Delibes, fue especialmente importante por el hallazgo de lascas de sílex con un contorno ondulado; su estudio a través de una serie de métodos científicos ha demostrado que hubo un contacto de la piedra con la paja durante la siega. Estos sílex son los prehistóricos «tribulum».

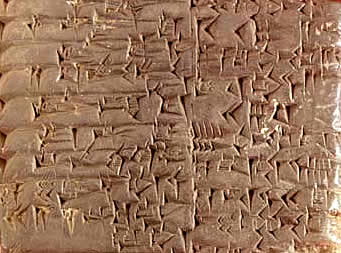
Tablilla de Mesopotamia con escritura cuneiforme

 En este caso la aplicación del análisis traceológico fue de mucha utilidad como lo fue en su día el rastreo y categorización de piezas de trillo llamadas «cananeas» en los yacimientos de Irak, Siria y Turquía. Teniendo en cuenta la forma y el tamaño estas lascas pueden recordar a las «tribula» descritas en las tablillas de Mesopotamia del III milenio, con escritura cuneiforme. El tema vio la luz bajo este título El uso de trillos durante la Edad del Cobre en la Meseta española. Análisis traceológico de una colección de denticulados de sílex procedentes del recinto de fosos de El Casetón de la Era (Villalba de los Alcores, Valladolid).
Sobre el tema del Calcolítico y del Vaso Campaniforme escribió entre otros, los siguientes trabajos:
- Los orígenes de la civilización. El calcolítico en el viejo mundo
- Calcolítico y bronce en tierras de León, junto con Julio Fernández Manzano
- Calcolítico y Vaso Campaniforme en el noroeste peninsular

El tema del megalitismo fue también importante en su vida profesional. Excavó en terrenos de la Submeseta Norte siendo el dolmen de los Zumacales (Simancas) el primero en conocerse bien. Con este estudio presentó el fenómeno megalítico que se manifestaba en una serie de sepulcros desconocidos hasta el momento, como los dólmenes de Sedano y La Lora en Burgos. Así pasó a enriquecerse el estudio de la Prehistoria española del periodo Neolítico, con nuevos conocimientos expuestos con rigor científico. Algunos títulos al respecto fueron:
- El fenómeno megalítico en la provincia de Salamanca, junto con Manuel Santonja, María José Frades, Carlos Piñel
- El megalitismo en la Península Ibérica
- Dólmenes de La Lora. Guía de Arqueología
- Dólmenes de Sedano

## Algunas obras literarias. Publicaciones
- El poblado de Torralba d’en Salort, donde se da a conocer el trabajo de las excavaciones de este yacimiento realizadas por el profesor Manuel Fernández-Miranda durante los años 70.* Artículos en revistas especializadas
- Armas y utensilios de bronce en la Prehistoria de las Islas Baleares. Manuel Fernández-Miranda, G. Delibes de Castro, Salvador Rovira Llorens Hardcover, Universidad de Valladolid, Secretariado de Publicaciones, ISBN 8477620415 (84-7762-041-5)
- Arqueología urbana en Valladolid. G. Delibes de Castro, Arturo Balado Hardcover, Junta de Castilla y León, Consejería de Cultura y Bienestar Social, ISBN 8478460675 (84-7846-067-5)
- Los orígenes de la Civilización: El Calcolítico en el Viejo Mundo Manuel Fernández-Miranda, G. Delibes de Castro Hardcover, Editorial Síntesis, ISBN 847738181X (84-7738-181-X)